# 中越关木通
中越关木通（学名：Isotrema faviogonzalezii）是马兜铃科关木通属的一种植物，是中国的特有植物。分布于中国的云南以及越南。
叶宽卵形或心形, 背部密被白色丝质长绵毛; 檐部矩形, 开口微下倾, 裂片密被暗紫色乳突; 喉部矩形, 喉口上半部白色具黑紫色斑点, 下半部粉色斑点不显著。。